# Geetbets
Geetbets är en kommun i Belgien.   Den ligger i provinsen Flamländska Brabant och regionen Flandern, i den centrala delen av landet, 50 km öster om huvudstaden Bryssel. Antalet invånare är 5 927.

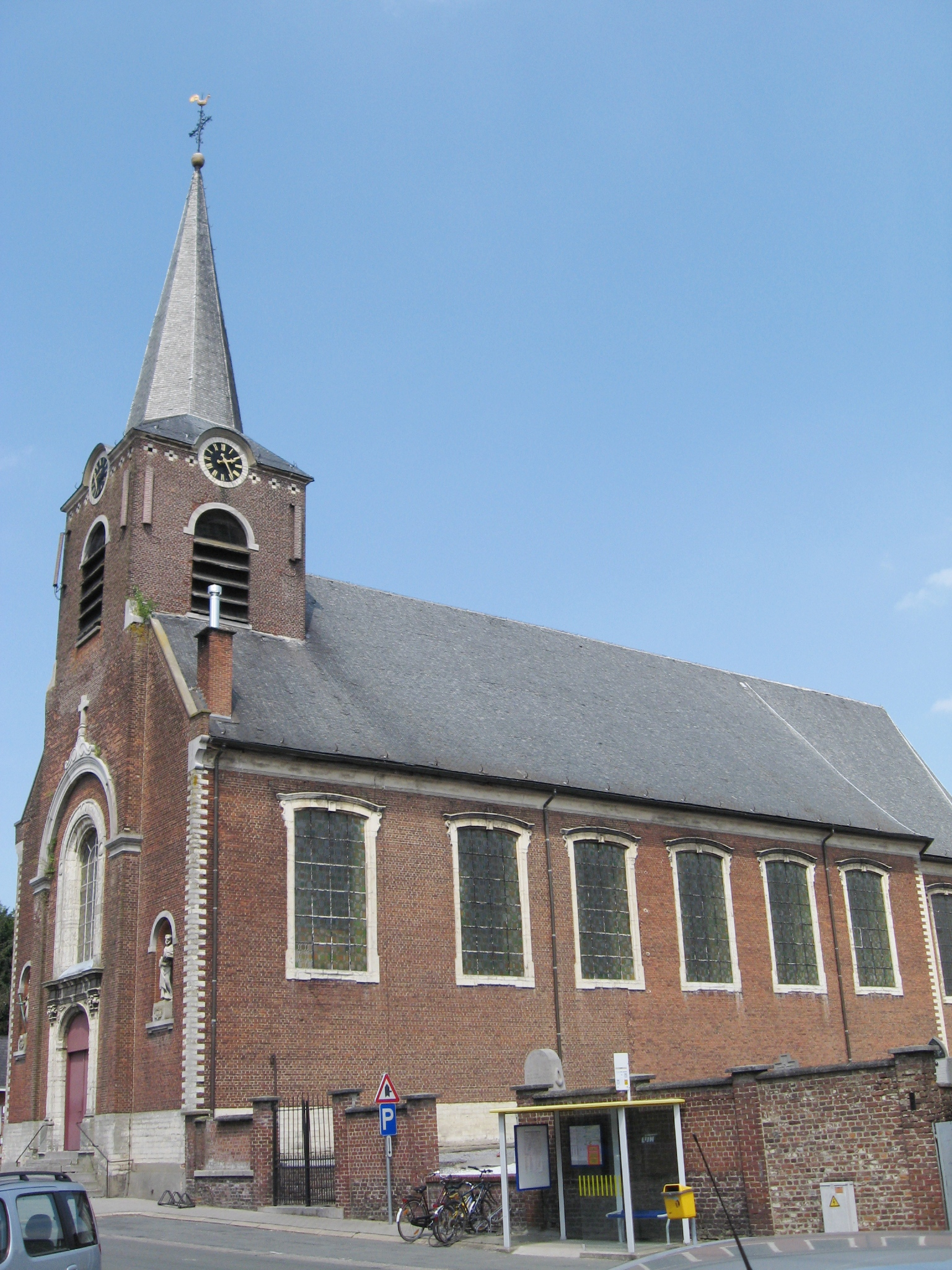
Sint-Petrus en Pauluskerk.

Omgivningarna runt Geetbets är en mosaik av jordbruksmark och naturlig växtlighet. Runt Geetbets är det ganska tätbefolkat, med 248 invånare per kvadratkilometer. Kustklimat råder i trakten. Årsmedeltemperaturen i trakten är 9 °C. Den varmaste månaden är juli, då medeltemperaturen är 18 °C, och den kallaste är januari, med 0 °C.